# マイトリー・ウパニシャッド
『マイトリー・ウパニシャッド』、または『マイトラーヤニーヤ・ウパニシャッド』とは、ウパニシャッドの1つ。黒ヤジュル・ヴェーダに付属し、古ウパニシャッドの中では、後期の「新散文ウパニシャッド」に分類される。

## 内容
本ウパニシャッドには珍しく他のウパニシャッドと違い、ヨガ行法（瞑想）の解説と方法が記述されている。
具体的には現代において集中法、オーム瞑想として認識されている呼吸法を実践することや、耳を塞いで体内の音を聞きながら内観をすることで無我の境地に至るまでの解説である。

## 日本語訳
- 湯田豊『ウパニシャッド　翻訳および解説』大東出版社、2000年。ISBN 4-500-00656-7。
- 佐保田鶴治『ウパニシャッド』平河出版社、1979年。ISBN 4892030260。